# أريغارون
الأريغارون أو شيخ الربيع (باللاتينية: Erigeron) جنس نباتي يتبع الفصيلة النجمية (المركبة) ويضم حوالي 390 نوعاً.

## أصل التسمية
يقول حسن بنلفقيه في كتابه «عن النبات الطبي عند العرب:» قال ابن البيطار:«ويعرفه شجار الأندلس باليربا. قال ديسقوريدس:... ومعنى اسمه» الشيخ في الربيع«. وله أصل لا ينتفع به في الطب، وينبت أكثر ذلك في السباخات وفي المدن. قال جالينوس:» قوة هذا النبات مركبة وزهره يبرد ويحلل يسيرا «. وعلق لوكليرك على ترجمته لمادة هذه المفردة بقوله ـ الأصل فرنسي والترجمة لي:» إيريغارون اليونانيين هو Senecio اللاتينيين، وهو Senecio vulgaris عند المعاصرين. ولنا تحفظ حول الاسم الإسباني المستعمل عند ابن البيطار. قرأ كل من Sontheimer وGallan (ثريا)، وهذا لا نقبله. وقرأ Dietz (بربا) berba. ونظن أنه يجب قراءة (يربا) yerba، بحجة أن le seneçon ما زال يسمى في الإسبانية بــhierba cana وهو ما يذكر بالعربي (الشيخ في الربيع). ونقرأ أيضا عند ديسقوريدوس أن الرومانيين كانوا يسمونه herbula.<ref>بنلفقيه، حسن. 2005. عن النبات الطبي عند العرب.

## من أنواعه الأصيلة في الوطن العربي
- الأريغارون ثلاثي الفصوص (باللاتينية: Erigeron trilobus)
- الأريغارون اللاذع (باللاتينية: Erigeron acris)
- الأريغارون اللبناني (باللاتينية: Erigeron libanoticus)

## من أنواعه غير الموجودة في الوطن العربي
- الأريغارون الأجمي (باللاتينية: Erigeron pumilus)
- الأريغارون الأخضر (باللاتينية: Erigeron strigosus)
- الأريغارون الألبي (باللاتينية: Erigeron alpinus)
- الأريغارون الأيلي (باللاتينية: Erigeron cervinus)
- الأريغارون البرتقالي (باللاتينية: Erigeron aurantiacus)
- الأريغارون الجامايكي (باللاتينية: Erigeron jamaicensis)
- الأريغارون الحولي (باللاتينية: Erigeron annuus)
- الأريغارون الرمادي (باللاتينية: Erigeron glaucus)
- الأريغارون الفضي (باللاتينية: Erigeron argentatus)
- أريغارون فيلادلفيا (باللاتينية: Erigeron philadelphicus)
- الأريغارون القاتم (باللاتينية: Erigeron algidus)
- الأريغارون المتسلق (باللاتينية: Erigeron vagus)
- الأريغارون المجري (باللاتينية: Erigeron hungaricus)
- الأريغارون المختزل (باللاتينية: Erigeron reductus)
- الأريغارون المدبب (باللاتينية: Erigeron acutatus)
- الأريغارون المرتب (باللاتينية: Erigeron concinnus)
- الأريغارون المركب (باللاتينية: Erigeron compositus)
- الأريغارون المنتشر (باللاتينية: Erigeron divergens)
- الأريغارون المضغوط (باللاتينية: Erigeron compactus)
- الأريغارون الهجين (باللاتينية: Erigeron hybridus)
- أريغارون يوتا (باللاتينية: Erigeron utahensis)